# Maria Kraakman
Maria Kraakman (Soest, 5 de agosto de 1975) é uma atriz neerlandesa. Ela ganhou o prêmio Bezerro de Ouro de Melhor Atriz duas vezes no Festival de Cinema dos Países Baixos.

## Carreira
Kraakman ganhou o Bezerro de Ouro de Melhor Atriz duas vezes: por seu papel no filme Guernsey de Nanouk Leopold de 2005 e no filme In Blue de 2017 de Jaap van Heusden. Ela também ganhou o prêmio Theo d'Or em 2010. Os seus outros papéis em filmes neerlandeses, incluem 06/05 (2004), My Queen Karo (2009) e Schneider vs. Bax (2015).

## Filmografia
- De droom van de jeugd (2023)
- De Verschrikkelijke Jaren Tachtig (2022)
- In Blue (2017) - Venceu o Bezerro de Ouro de Melhor Atriz
- Schneider vs. Bax (2015)
- Man in Pak (2012)
- Hunting & Zn. (2010)
- My Queen Karo (2009)
- HannaHannah (2007)
- Olivier etc. (2007)
- Koppels (TV, 2006)
- Guernsey (2005)
- 06/05 (2005)
- Zinloos (2004)
- Gesloten (2002)
- Îles flottantes (2001)